# Walter Grootaers
Walter Frieda Hans Grootaers (Soest, 27 gennaio 1955) è un cantante, conduttore televisivo e politico belga.

## Biografia
Grootaers ha fatto parte per molti anni della band De Kreuners, dalla fondazione nel 1978 fino allo scioglimento nel 2012, era il cantante principale del gruppo.
Nell'autunno del 2000, ha ospitato la prima stagione della versione fiamminga di Big Brother. Come parte di ciò, si è posizionato due volte al numero due nella classifica dei singoli fiamminghi: inizialmente è apparso nella canzone dal titolo Leef della band Mozaïek, successivamente si esibì con il gruppo De Bewoners, che includeva tutti i candidati di Big Brother.
Inoltre, Grootaers ha anche presentato altri programmi TV, di recente per Vlaamse Televisie Maatschappij. Questi includevano, tra gli altri, Wie wordt Multimiljonair, in seguito Wie wordt Euromiljonair, l'adattamento fiammingo di Who Wants to Be a Millionaire?, nonché Singing Bee e WipeOut.
Grootaers è anche attivo politicamente, nella sua città natale Lier ricopre la carica di assessore. Nel 2007, ha corso per la Camera dei rappresentanti belga, nel 2012 per il Consiglio provinciale di Anversa, ma senza ottenere risultati in entrambi i casi.